# The Disintegration Loops
The Disintegration Loops (dt. in etwa: Bandschleifen des Zerfalls) ist ein Konzeptalbum des amerikanischen Klangkünstlers William Basinski und wurde 2002 auf seinem Label 2062 Records veröffentlicht. Es ist der erste von insgesamt vier Teilen der Serie The Disintegration Loops. Die Teile II bis IV folgten 2003. Im Jahr 2012 wurden alle vier Teile remastered als Boxset wiederveröffentlicht.

## Entstehungsgeschichte
Die Aufnahmen entstanden bei Versuchen, Magnetbandaufnahmen aus dem Jahr 1982 durch ihre Digitalisierung im Sommer und Herbst 2001 vor dem Verfall zu retten. Aufgrund von Abnutzungserscheinungen lösten sich während der Wiedergabe die Ferrite (die Magnetschicht der Bänder zerfiel). Basinski gibt an, dass er das Projekt am Morgen der Terroranschläge am 11. September 2001 auf das World Trade Center in New York City beendet hatte und dann mit Freunden auf seinem Dach saß und den gesamten Tag über die Aufnahmen hörte, während vor ihnen die Türme kollabierten.
Das gesamte Album (so auch die weiteren Teile der Reihe) besteht aus zwei Loops, die nach und nach immer undeutlicher werden und akustisch ineinanderfallen. 

## Rezeption
Das Online-Musikmagazin Pitchfork wählte The Disintegration Loops auf Platz 30 der Liste der 50 besten Alben des Jahres 2004 sowie auf Platz 194 der 200 besten Alben der 2000er Jahre. Außerdem wählte das Magazin The Disintegration Loops I–IV auf Platz 3 der 50 besten Ambient-Alben aller Zeiten. In der ursprünglichen Rezension des Albums erlangte das Album eine (für Ambient-Alben ungewöhnlich) hohe Bewertung von 9,4 von 10 Punkten. Die Neuveröffentlichung 2012 als Boxset erhielt sogar die Höchstwertung.
Allmusic bewertete The Disintegration Loops I–III jeweils mit 4½ von 5 Sternen.
Das Online-Musikmagazin für elektronische Independents Resident Advisor führt das Album auf Platz 86 der 100 besten Alben des Jahrzehnts, in der Auswahl  von Tiny Mix Tapes erreichte es Platz 10.

## Titelliste
The Disintegration Loops
1. d|p 1.1 – 63:33
2. d|p 2.1 – 10:55

The Disintegration Loops II
1. d|p 2.2 – 32:37
2. d|p 3 – 41:50

The Disintegration Loops III
1. d|p 4 – 20:07
2. d|p 5 – 52:21

The Disintegration Loops IV
1. d|p 6 – 40:36
2. d|p 1.2 – 21:50
3. d|p 1.3 – 12:00